# Régis Juanico
Régis Juanico, né le 5 février 1972 à Saint-Rémy (Saône-et-Loire), est un homme politique français. D'abord membre du Parti socialiste, il rejoint Génération.s de 2018 à 2022, avant de revenir au PS la même année. Il est député de la première circonscription de la Loire de 2007 à 2022.

## Biographie

### Jeunesse et études
Régis Juanico est le fils d'un enseignant d’éducation physique et sportive. Il est diplômé de l'Institut d'études politiques de Lyon, section « Politique et Administration », et de l'université Paris-1 Panthéon-Sorbonne, où il a obtenu une maîtrise en science politique, option sociologie.

### Parcours politique
Il s'engage au Parti Socialiste en 1990 ainsi que dans les clubs Forum ("jeunes rocardiens"). Il milite au syndicat étudiant UNEF-ID et préside le Mouvement des Jeunes socialistes de 1995 à 1998, où il succède au président fondateur Benoît Hamon. Il sera membre du bureau national du PS sans discontinuer de 1995 à avril 2018.
Il entre en novembre 1997 au cabinet du ministre de la Défense, Alain Richard, comme conseiller politique et pour la communication, jusqu’en septembre 2001. Il travaille ensuite à la Délégation interministérielle aux restructurations de Défense, auprès de Jean-Pierre Aubert.
De 2001 à 2005, il est chargé d'enseignement à l'Institut d'études politiques de Lyon, sur les questions de Défense nationale. Il est également chargé de mission à l'Agence nationale pour l'amélioration des conditions de travail de 2003 à 2006. De 2006 à 2007, il est attaché territorial à la DRH de la région Rhône-Alpes (2006-2007), chargé des conditions de travail des agents TOS dans les lycées, et en détachement depuis pour l'exercice de ses mandats électifs.
En mars 2004, il est élu conseiller général de la Loire dans le canton de Saint-Étienne-Nord-Est-1 avec 59 % des voix. Il est réélu en mars 2011 avec 65 % des voix, puis en mars 2015 en tant que Conseiller départemental du canton de Saint-Étienne-5, avec 59,7 % des voix, en binôme avec Marie-Michelle Vialleton (EELV).
Candidat du Parti socialiste aux élections législatives de juin 2007 dans la 1re circonscription de la Loire, il est élu député le 17 juin 2007, avec plus de 52 % des suffrages, et réélu le 17 juin 2012 avec 57,45 % des suffrages.
En novembre 2011, il est membre de l'équipe de campagne de François Hollande pour l'élection présidentielle de 2012, en tant que chargé des questions de financement.
Il est responsable national du PS aux élections de 2005 à 2008. À la suite du congrès de Reims, où il soutenait Benoît Hamon, en 2008, il est élu Premier secrétaire de la fédération de la Loire avec 73 % des voix. Il est nommé trésorier national du Parti socialiste en décembre 2008 par la Première secrétaire, Martine Aubry. Il est réélu Premier secrétaire de la fédération de la Loire avec 84 % des voix en novembre 2012, puis en juin 2015 avec plus de 86 % des voix.
En 2017, il soutient Benoît Hamon dans le cadre de la primaire citoyenne puis lors de l'élection présidentielle de la même année, occupant respectivement les fonctions de porte-parole et de trésorier de la campagne, au terme de laquelle Hamon n'obtient que 6 % des voix.
Il est le député élu avec la deuxième avance la plus courte (23 voix) lors des élections législatives de 2017. Son ultime réélection dans la 1re circonscription de la Loire intervient après une progression phénoménale : en situation de ballotage très défavorable, il gagne 6 044 voix entre les deux tours contre près de quatre fois moins (1 575) pour son adversaire de La République en marche. Avec Laurence Dumont, il est le seul frondeur à conserver son siège au palais Bourbon à l'issue du scrutin.
Le 4 juillet 2017, il est l'un des cinq députés du groupe Nouvelle gauche à voter contre la confiance au gouvernement Philippe II, la majorité préférant s'abstenir et trois votant pour.
Le 2 juillet 2017, il évoque la possibilité de rejoindre le Mouvement du 1er Juillet (devenu Génération.s) tout en restant au PS dont il intègre la direction collégiale du PS le 8 juillet. En 2018, au congrès socialiste d'Aubervilliers, il soutient la candidature de Luc Carvounas qui ne finit que quatrième. Il n'occupe alors plus aucune fonction dans l'appareil socialiste.
Le 23 juin 2018, il quitte le PS et rejoint Génération.s, tout en souhaitant demeurer membre apparenté du groupe Nouvelle gauche. Il est financièrement rattaché à Europe Écologie Les Verts.
Il est l’auteur, avec le député du Nord Christian Hutin, de la proposition de loi no 3108 portant création d'un fonds d’indemnisation des victimes du covid-19, déposée le 16 juin 2020.
Investi sur les questions sportives, Régis Juanico intègre le Comité d’évaluation et de contrôle (CEC) des politiques publiques et, au sein de ce CEC, travaille et rend notamment un rapport dès décembre 2017 avec la députée de la majorité Olga Givernet "sur la mise en œuvre des conclusions du rapport d’information (no 4456) du 8 février 2017 sur l’évaluation de la régulation des jeux d’argent et de hasard" : il propose avec sa coauteur plusieurs conditions à l'évolution actionnariale éventuelle de la Française des Jeux, particulièrement impliquée avec le tissu sportif, tout en soutenant une refonte de l'ensemble de la régulation des jeux de hasard et d'argent en France
. Dans le cadre de la loi PACTE examinée en 2018 au Parlement et publiée le 22 mai 2019 , il contribue à obtenir avec sa corapporteur du groupe La République en marche une refonte en ce sens de la régulation, qui prend la forme de l'Autorité nationale des jeux succédant en 2020 à l'Autorité de régulation des jeux en ligne (ARJEL).
Le 16 février 2021, il est l'unique député du groupe socialistes et apparentés à voter contre le projet de loi confortant le respect des principes de la République, tous les autres préférant s'abstenir.
En janvier 2022, il annonce qu'il ne se présentera pas à sa propre succession lors des élections législatives du mois de juin.
Le 25 janvier 2022, il intègre l'équipe de campagne de Yannick Jadot en vue de l'élection présidentielle avec la charge de délégué au sport et à l'éducation populaire.
Il ne se représente pas aux élections législatives de juin 2022, mais fait figure de suppléant de Pierrick Courbon, qui se présente en candidat de la gauche républicaine, dissident de la NUPES. Le tandem arrivé troisième le 12 juin n'est pas qualifié pour le second tour. 
Quatre ans après l’avoir quitté, l’ancien député a décidé de reprendre sa carte au Parti socialiste. Régis Juanico profite du congrès du parti pour faire son retour et soutenir l’actuel premier secrétaire, Olivier Faure.

## Résultats électoraux

### Élections législatives
| Année | Parti  | Parti | Circonscription | 1er tour | 1er tour | 1er tour | 2d tour | 2d tour | 2d tour | Issue |
| Année | Parti  | Parti | Circonscription | Voix     | %        | Rang     | Voix    | %       | Rang    | Issue |
| ----- | ------ | ----- | --------------- | -------- | -------- | -------- | ------- | ------- | ------- | ----- |
| 2007  |        | PS    | 1re de la Loire | 7 969    | 21,59    | 2e       | 18 922  | 52,13   | 1er     | Élu   |
| 2012  | 15 274 | PS    | 1re de la Loire | 41,79    | 1er      | 19 357   | 57,45   |         | 1er     | Élu   |
| 2017  | 5 500  | PS    | 1re de la Loire | 19,25    | 2e       | 11 544   | 50,05   |         | 1er     | Élu   |

### Élections départementales
| Année | Parti | Parti | Canton          | Binôme                   | 1er tour | 1er tour | 1er tour | 2d tour | 2d tour | 2d tour | Issue |
| Année | Parti | Parti | Canton          | Binôme                   | Voix     | %        | Rang     | Voix    | %       | Rang    | Issue |
| ----- | ----- | ----- | --------------- | ------------------------ | -------- | -------- | -------- | ------- | ------- | ------- | ----- |
| 2015  |       | UG    | Saint-Étienne-5 | Marie-Michelle Vialleton | 2 635    | 31,33    | 1er      | 5 082   | 59,66   | 1er     | Élu   |
| 2021  | 2 298 | UG    | Saint-Étienne-5 | Marie-Michelle Vialleton | 52,13    | 2 784    | 1er      | 60,96   |         | 1er     | Élu   |

### Élections cantonales
| Année | Parti | Parti | Circonscription          | 1er tour | 1er tour | 1er tour | 2d tour | 2d tour | 2d tour | Issue |
| Année | Parti | Parti | Circonscription          | Voix     | %        | Rang     | Voix    | %       | Rang    | Issue |
| ----- | ----- | ----- | ------------------------ | -------- | -------- | -------- | ------- | ------- | ------- | ----- |
| 2004  |       | PS    | Saint-Étienne-Nord-Est-1 | 1 859    | 31,10    | 1er      | 3 866   | 59,00   | 1er     | Élu   |
| 2011  | 1 264 | PS    | Saint-Étienne-Nord-Est-1 | 32,94    | 2 714    | 1er      | 65,04   |         | 1er     | Élu   |

## Ouvrage
- Engagements, Actes graphiques, 2018.

### Note
1. ↑  sans le Parti communiste français en 2015